# Géraud Jouve
Pour les articles homonymes, voir Jouve.
Géraud Henri Jouve, parfois appelé aussi Géraud-Jouve, né le 5 juillet 1901 à Trizac (Cantal) et mort le 23 mai 1991 à Ballainvilliers dans l'Essonne, est un journaliste, résistant, homme politique socialiste et diplomate français.

## Biographie
Géraud Jouve fit ses études secondaires dans le Cantal, puis ses études supérieures à l'université de Strasbourg.
Il obtint l'agrégation d'allemand et devint professeur d'allemand au lycée de Cahors.
Il entra à l'Agence Havas en 1931 dont il fut successivement délégué à Berlin (1931), à Budapest (1933) et à Bucarest (1940). Il passa à Istanbul en novembre 1940. 
Nommé délégué de la France libre en Turquie en 1941, il fut directeur de Radio-Brazzaville (France libre) en 1943, regagna Alger en 1944 et accompagna le général de Gaulle lors de la Libération de Paris et dans diverses missions, notamment à Moscou.
Réintégré à l’Agence française de presse (AFP) en avril 1944, il en est le directeur du 15 août 1944 au 15 janvier 1946. Député SFIO du Cantal (1946-1951), il est délégué de la France à l’ONU (1952), ministre plénipotentiaire (1953), ambassadeur de France en Finlande (1955-1960) et délégué de l’ONU pour les réfugiés (1960-1966). 
Il a présidé l’Association des rédacteurs en chef de 1974 à 1976. 
Géraud Jouve a laissé des scénarios et projets de films ; il a aussi écrit une biographie du général de Gaulle et un ouvrage intitulé Voici l'âge atomique (1946).
L'année suivant son décès, en 1992, ses archives personnelles sont données par son fils Pierre-André Jouve aux Archives nationales, elles sont aujourd'hui conservées sur le site de Pierrefitte-sur-Seine, sous la cote 549AP.

## Distinctions
- Officier de la Légion d'honneur[2]
- Médaille de la Résistance française (24 avril 1946)[4]
- Grand-croix de l'ordre du Lion de Finlande

## Œuvre
- Mon séjour chez les nazis, Nouveau Monde Éditions, 2023 (introduction de Nicolas Patin et Frédéric Sallée)